# Černá skříňka (kybernetika)

Schéma černé skříňky

Černá skříňka (kalk z anglického black box) je v kybernetice označení zařízení, nebo obecně jakéhokoliv jevu, u kterého je zřejmé, jak se chová či projevuje navenek, ale nevíme nebo nás nezajímá, co všechno musí probíhat uvnitř tohoto zařízení, resp. obecně mimo náš obzor, aby k takovým zevním projevům docházelo.
Černá skříňka má tedy nějaký vstup a výstup, jejichž vzájemný vztah určuje, jak se černá skříňka může zapojit do širšího systému, a ze kterého případně můžeme též odvozovat vnitřní fungování černé skříňky, pokud na ni už nechceme nahlížet jako na černou skříňku — pak analýzou tohoto vztahu dospíváme k hypotéze o vnitřním uspořádání černé skříňky, které můžeme případně konstrukčně ověřit.
Tento přístup je základem vědeckého modelování a funkcionální identifikace systémů, která nalézá své uplatnění jak v technických, tak i v přírodovědných, biologických, medicínských a jiných oborech (diagnostika).